# トミタ栞 (アルバム)
『トミタ栞』（とみたしおり）は、トミタ栞の1枚目のミニアルバム。2013年6月26日にエピックレコードジャパンから発売された。

## 解説
自身のメジャーデビュー作品である。
2012年4月からtvkの音楽バラエティ番組saku sakuの5代目MCとして出演中のトミタが、2013年3月8日にタワーレコード渋谷店で行われたDVD「saku saku Ver.9.0 / オーバーオールが止まらない」の発売記念イベントにおいて、CDデビューを発表した。
収録曲の作詞にはトミタ栞本人を始め、常田真太郎（スキマスイッチ）、大貫亜美（PUFFY）、そしてトミタ栞と同郷のたむらぱんなど、saku sakuと関係の深いアーティストが関わっている。
通常盤と初回限定版があり、後者はデジパック仕様で、「あたらしい朝のうた」のミュージックビデオとメイキング映像が収録されたDVDがセットされている。　

## 収録曲

### Disc 1 / CD
| #         | タイトル                       | 作詞       | 作曲       | 編曲      | 時間  |
| --------- | ------------------------------ | ---------- | ---------- | --------- | ----- |
| 1.        | 「あたらしい朝のうた」         | 川村結花   | 紗希       | 秋月航    | 4:40  |
| 2.        | 「エ・ネ・ト・カ・ネーション」 | 常田真太郎 | 鈴木健一朗 | 秋月航    | 3:29  |
| 3.        | 「まにまに」                   | 大貫亜美   | 渡辺翔     | YAMACHI   | 4:02  |
| 4.        | 「HAPPY TIME」                 | トミタ栞   | 飯田清澄   | YAMACHI   | 3:20  |
| 5.        | 「ハレの日の結末」             | 田村歩美   | 前田一成   | 秋月航    | 3:56  |
| 合計時間: | 合計時間:                      | 合計時間:  | 合計時間:  | 合計時間: | 19:27 |

### Disc 2 / DVD
| #  | タイトル                               | 作詞 | 作曲・編曲 |
| -- | -------------------------------------- | ---- | ---------- |
| 1. | 「あたらしい朝のうた」(Music Video)    |      |            |
| 2. | 「あたらしい朝のうた」(メイキング映像) |      |            |

### 楽曲解説
1. あたらしい朝のうた
  - tvksaku saku6月3日〜6月28日エンディング曲
  - tvk第95回全国高等学校野球選手権記念神奈川大会オープニング・エンディング曲[5]
2. エ・ネ・ト・カ・ネーション
3. まにまに
4. HAPPY TIME
5. ハレの日の結末